# Bo Phloi (huyện)
Bo Phloi (tiếng Thái: บ่อพลอย) là một huyện (‘‘amphoe’’) của tỉnh Kanchanaburi, miền trung Thái Lan.

## Lịch sử
Tiểu huyện (king amphoe) Bo Phloi được thành lập bằng cách tách một phần của Mueang Kanchanaburi. Đơn vị này đã được nâng thành huyện ngày 16 tháng 7 năm 1963.

## Địa lý
Các huyện giáp ranh (từ phía nam theo chiều kim đồng hồ) là Tha Muang, Mueang Kanchanaburi, Si Sawat, Nong Prue, Lao Khwan, Huai Krachao, và Phanom Thuan của tỉnh Kanchanaburi.

## Hành chính
Huyện này được chia thành 6 phó huyện (tambon), các đơn vị này lại được chia thành 77 làng (muban). Có hai thị trấn (thesaban tambon) trong huyện này - Nong Ri nằm trên một phần của tambon Nong Ri, và Bo Phloi nằm trên một phần của tambon Bo Phloi and Chong Dan. Ngoài ra có 6 Tổ chức hành chính tambon.
| Số TT | Tên        | Tên tiếng Thái | Số làng | Dân số |  |
| ----- | ---------- | -------------- | ------- | ------ |  |
| 1.    | Bo Phloi   | บ่อพลอย         | 11      | 13.272 |  |
| 2.    | Nong Kum   | หนองกุ่ม         | 16      | 13.439 |  |
| 3.    | Nong Ri    | หนองรี          | 10      | 6.506  |  |
| 5.    | Lum Rang   | หลุมรัง          | 17      | 8.921  |  |
| 8.    | Chong Dan  | ช่องด่าน         | 14      | 7.781  |  |
| 9.    | Nong Krang | หนองกร่าง       | 9       | 4.369  |  |